# Міслейдіс Діас Гонсалес
Міслейдіс Діас Гонсалес (ісп. Misleydis Díaz González; нар. 23 серпня 1988) — колишня кубинська тенісистка.
Найвищу одиночну позицію світового рейтингу — 861 місце досягла 14 листопада 2011, парну — 649 місце — 10 жовтня 2011 року.
Здобула 4 парні титули туру ITF.
Завершила кар'єру 2012 року.

## Фінали ITF

### Одиночний розряд (0–2)
| Легенда         |
| --------------- |
| Турніри $25,000 |
| Турніри $10,000 |

| Фінали за покриттям |
| ------------------- |
| Тверде (0–2)        |
| Ґрунт (0–0)         |

| Результат | Дата          | Турнір       | Покриття | Суперниця      | Рахунок  |
| --------- | ------------- | ------------ | -------- | -------------- | -------- |
| Поразка   | 6 грудня 2010 | Гавана, Куба | Тверде   | Надія Гуськова | 1–6, 2–6 |
| Поразка   | 4 липня 2011  | Гавана, Куба | Тверде   | Makiho Kozawa  | 1–6, 1–6 |

### Парний розряд (4–0)
| Легенда         |
| --------------- |
| Турніри $25,000 |
| Турніри $10,000 |

| Фінали за покриттям |
| ------------------- |
| Тверде (4–0)        |
| Ґрунт (0–0)         |

| Результат | Дата           | Рівень | Турнір             | Покриття | Партнерка        | Суперниці                             | Рахунок       |
| --------- | -------------- | ------ | ------------------ | -------- | ---------------- | ------------------------------------- | ------------- |
| Перемога  | 6 грудня 2010  | 10,000 | Гавана, Куба       | Тверде   | Яміле Форс Герра | Дженніфер Аллан Надія Гуськова        | 6–1, 6–2      |
| Перемога  | 18 квітня 2001 | 10,000 | Каракас, Венесуела | Тверде   | Яміле Форс Герра | Анастасія Харченко Вікторія Кисельова | 3–6, 6–3, 6–4 |
| Перемога  | 27 червня 2001 | 10,000 | Гавана, Куба       | Тверде   | Яміле Форс Герра | Андреа Бенітес Марґарет Лумія         | 6–2, 6–2      |
| Перемога  | 4 липня 2001   | 10,000 | Гавана, Куба       | Тверде   | Яміле Форс Герра | Нікола Джордж Жаннін Прентнер         | 6–4, 6–1      |

## Участь у Кубку Федерації

### Одиночний розряд (4–4)
| Розіграш                                    | Дата           | Місце                                   | Супротивник         | Покриття | Суперниця             | W/L | Рахунок       |
| ------------------------------------------- | -------------- | --------------------------------------- | ------------------- | -------- | --------------------- | --- | ------------- |
| Кубок Федерації 2009 Americas Zone Group II | 21 квітня 2009 | Санто-Домінго, Домініканська Республіка | Trinidad and Tobago | Тверде   | Carlista Mohammed     | W   | 6–0, 6–1      |
| Кубок Федерації 2009 Americas Zone Group II | 22 квітня 2009 | Санто-Домінго, Домініканська Республіка | Dominican Republic  | Тверде   | Франсеска Сегареллі   | W   | 5–7, 6–1, 6–4 |
| Кубок Федерації 2009 Americas Zone Group II | 23 квітня 2009 | Санто-Домінго, Домініканська Республіка | Bolivia             | Тверде   | Daniela Trigo         | W   | 6–1, 6–2      |
| Кубок Федерації 2009 Americas Zone Group II | 24 квітня 2009 | Санто-Домінго, Домініканська Республіка | Guatemala           | Тверде   | Kirsten Andrea Weedon | W   | 6–4, 6–2      |
| 2010 Fed Cup Americas Zone Group I          | 3 лютого 2010  | Lambaré, Парагвай                       | Canada              | Ґрунт    | Шерон Фічмен          | L   | 2–6, 1–6      |
| 2010 Fed Cup Americas Zone Group I          | 4 лютого 2010  | Lambaré, Парагвай                       | Бразилія            | Ґрунт    | Марія Фернанда Алвеш  | L   | 1–6, 3–6      |
| 2010 Fed Cup Americas Zone Group I          | 5 лютого 2010  | Lambaré, Парагвай                       | Puerto Rico         | Ґрунт    | Моніка Пуїг           | L   | 1–6, 0–6      |
| 2010 Fed Cup Americas Zone Group I          | 6 лютого 2010  | Lambaré, Парагвай                       | Chile               | Ґрунт    | Сесілія Коста Мольгар | L   | 3–6, 1–6      |

### Парний розряд (1–0)
| Розіграш                                    | Дата           | Місце                                   | Супротивник | Покриття | Партнерка            | Суперниці                          | W/L | Рахунок  |
| ------------------------------------------- | -------------- | --------------------------------------- | ----------- | -------- | -------------------- | ---------------------------------- | --- | -------- |
| Кубок Федерації 2009 Americas Zone Group II | 25 квітня 2009 | Санто-Домінго, Домініканська Республіка | Guatemala   | Тверде   | Lumay Díaz Hernández | Isabella Escobar Paulina Schippers | W   | 6–0, 6–1 |